# Bürchen
Bürchen (walsertyska: Birchu) är en ort och kommun i distriktet Westlich Raron i kantonen Valais, Schweiz. Kommunen har 766 invånare (2023).